# Oceania Rugby Junior Championship 2022
El Oceania Rugby Junior Championship del 2022 fue la sexta edición del torneo juvenil que organiza la Oceania Rugby. Se disputó entre el 1 y 10 de julio y contó por primera vez con la participación del seleccionado de Argentina. Los partidos se llevaron a cabo en las instalaciones del Sunshine Coast Stadium de Sunshine Coast, Australia,

## Equipos participantes
- Selección juvenil de rugby de Argentina (Pumitas)
- Selección juvenil de rugby de Australia (Junior Wallabies)
- Selección juvenil de rugby de Fiyi (Baby Flying Fijians)
- Selección juvenil de rugby de Nueva Zelanda (Baby Blacks)

## Posiciones
| Pos. | Equipo        | Encuentros | Encuentros | Encuentros | Encuentros | Tantos  | Tantos    | Tantos     | Puntos Bonus | Puntos Totales |
| Pos. | Equipo        | jugados    | ganados    | empatados  | perdidos   | a favor | en contra | diferencia | Puntos Bonus | Puntos Totales |
| ---- | ------------- | ---------- | ---------- | ---------- | ---------- | ------- | --------- | ---------- | ------------ | -------------- |
| 1    | Nueva Zelanda | 3          | 3          | 0          | 0          | 175     | 26        | +149       | 3            | 15             |
| 2    | Argentina     | 3          | 2          | 0          | 1          | 94      | 58        | +36        | 1            | 9              |
| 3    | Australia     | 3          | 1          | 0          | 2          | 91      | 98        | -7         | 2            | 6              |
| 4    | Fiyi          | 3          | 0          | 0          | 3          | 15      | 193       | -178       | 0            | 0              |

Nota: Se otorgan 4 puntos al equipo que gane un partido y 2 al que empate
Puntos Bonus: 1 punto por convertir 4 tries o más en un partido y 1 al equipo que pierda por no más de 7 tantos de diferencia

## Resultados

### Primera fecha
| 1 de julio | Australia | 21 - 24 | Argentina |  |  |

| 1 de julio | Nueva Zelanda | 74 - 5 | Fiyi |  |  |

### Segunda fecha
| 5 de julio | Nueva Zelanda | 32 - 9 | Argentina |  |  |

| 5 de julio | Australia | 58 - 5 | Fiyi |  |  |

### Tercera fecha
| 10 de julio | Argentina | 61 - 5 | Fiyi |  |  |

| 10 de julio | Australia | 12 - 69 | Nueva Zelanda |  |  |

| Bandera de Nueva Zelanda |
| Campeón Nueva Zelanda    |
| Quinto título            |